# Mr. Hoppys hemlighet
Mr. Hoppys hemlighet (engelska: Roald Dahl's Esio Trot) är en brittisk komedifilm från 2015 i regi av Dearbhla Walsh. Filmen är baserad på Roald Dahls bok Naddap Dlöks från 1990. I huvudrollerna ses Dustin Hoffman och Judi Dench, med James Corden som berättare.  

## Rollista i urval
- Judi Dench – Mrs Lavinia Silver
- Dustin Hoffman – Mr Henry Hoppy
- James Corden – berättare
- Richard Cordery – Mr Pringle
- Pixie Davies – Roberta
- Geoffrey McGivern – djuraffärsägare
- Jimmy Akingbola – djuraffärsägare
- Lisa Hammond – Mrs Desmond
- Anna Cannings – Mrs Court
- Joseph West – Philip
- Katie Lyons – Philips mamma
- Polly Kemp – kvinna på bussen
- Pik-Sen Lim – Mrs Wu
- Salo Gardner – Mr Mavrokoukoudopolous